# Helga Gotschlich
Helga Gotschlich (geb. 1938 in Dresden) ist eine deutsche Historikerin.

## Leben
Sie war wissenschaftliche Mitarbeiterin, dann Abteilungsleiterin und später Direktorin des Instituts für zeitgeschichtliche Jugendforschung (IzJ) an der Akademie der Wissenschaften der DDR (AdW). Ihr Forschungsgegenstand war die deutsche Geschichte des 20. Jahrhunderts und insbesondere die Vorbereitung junger Menschen auf den Einsatz im Zweiten Weltkrieg.
Nach der deutschen Wiedervereinigung setzte Helga Gotschlich als Direktorin des IzJ und als wissenschaftliche Mitarbeiterin der Technischen Universität Berlin ihre Forschungsarbeit fort. Seit 2005 befindet sich Helga Gotschlich im Ruhestand.

## Publikationen (Auswahl)
- Reifezeugnis für den Krieg, Abiturienten des Jahrgangs ’39 erinnern sich, Berlin 1990
- Als die Faschisten an die Macht kamen, Berlin 1983
- Zwischen Kampf und Kapitulation, Zur Geschichte des Reichsbanners Schwarz-Rot-Gold, Berlin 1987
- Ausstieg aus der DDR, Junge Leute im Konflikt, Berlin 1990
- „Und der eignen Kraft vertrauend ...“ 50 Jahre danach, Berlin 1999[1]
- Das Bild in mir: Ein Kriegskind folgt den Spuren seines Vaters, Gießen 2012

Dazu kommen die publizistische Arbeit als Herausgeberin und Mitautorin von Sammelbänden und Nachschlagewerken, Veröffentlichungen in Fachzeitschriften und Beiträge im Rundfunk.